# Andreas Wolf
Andreas Wolf est un footballeur allemand né le 12 juin 1982 qui évoluait au poste de défenseur central.

## Carrière

### En club
Né à Léninabad au Tadjikistan soviétique (URSS) et venu avec ses parents, Russes allemands, en Allemagne en 1990, Wolf joue dans plusieurs clubs de la région d'Ansbach avant de rejoindre le centre de formation de Nuremberg en 1996. Il y reste quinze ans et ne quitte le club qu'en 2011 alors qu'il est capitaine de l'équipe. Il s'engage alors avec le Werder Brême avec lequel il dispute 15 matchs de championnat. Il ne reste que six mois.
Le 23 janvier 2012, il s'engage pour trois ans et demi avec l'AS Monaco et vit ainsi sa première expérience à l'étranger. Arrivé blessé au mollet, il mettra plusieurs semaines avant de faire ses débuts. Malheureusement, il se fracture la face lors de son deuxième match et manque la fin de saison.
Après la mise à l'écart de Ludovic Giuly, il est désigné capitaine de l'AS Monaco par Claudio Ranieri seulement six mois après son arrivée au club et avec seulement deux matchs disputés. L'équipe obtient sa promotion en Ligue 1, l'objectif assigné. Mais avec le recrutement prestigieux réalisé par les dirigeants, il perd sa place de titulaire et ne joue qu'un match en toute fin de saison. Le 2 juillet 2014, il résilie finalement son contrat un an avant son terme.
Dans la foulée, il met un terme à sa carrière pour commencer une carrière d'entraîneur chez les équipes de jeunes de Nuremberg, son club formateur.

## Statistiques détaillées
| Saison                | Club                  | Championnat           | Championnat | Championnat | Coupe nationale | Coupe nationale | Coupe de la Ligue | Coupe de la Ligue | Compétition(s) continentale(s) | Compétition(s) continentale(s) | Compétition(s) continentale(s) | Total | Total |
| Saison                | Club                  | Division              | M.          | B.          | M.              | B.              | M.                | B.                | Comp.                          | M.                             | B.                             | M.    | B.    |
| 2001-2002             | 1. FC Nuremberg       | Bundesliga            | 4           | 0           | 0               | 0               | -                 | -                 | -                              | -                              | -                              | 4     | 0     |
| 2002-2003             | 1. FC Nuremberg       | Bundesliga            | 14          | 0           | 0               | 0               | -                 | -                 | -                              | -                              | -                              | 14    | 0     |
| 2003-2004             | 1. FC Nuremberg       | 2. Bundesliga         | 31          | 1           | 2               | 0               | -                 | -                 | -                              | -                              | -                              | 33    | 1     |
| 2004-2005             | 1. FC Nuremberg       | Bundesliga            | 16          | 0           | 2               | 0               | -                 | -                 | -                              | -                              | -                              | 18    | 0     |
| 2005-2006             | 1. FC Nuremberg       | Bundesliga            | 20          | 0           | 2               | 0               | -                 | -                 | -                              | -                              | -                              | 22    | 0     |
| 2006-2007             | 1. FC Nuremberg       | Bundesliga            | 32          | 1           | 5               | 0               | -                 | -                 | -                              | -                              | -                              | 37    | 1     |
| 2007-2008             | 1. FC Nuremberg       | Bundesliga            | 30          | 2           | 2               | 0               | 1                 | 0                 | C3                             | 8                              | 0                              | 41    | 2     |
| 2008-2009             | 1. FC Nuremberg       | 2. Bundesliga         | 7           | 0           | 1               | 0               | -                 | -                 | -                              | -                              | -                              | 8     | 0     |
| 2009-2010             | 1. FC Nuremberg       | Bundesliga            | 29+2        | 0           | 1               | 0               | -                 | -                 | -                              | -                              | -                              | 32    | 0     |
| 2010-2011             | 1. FC Nuremberg       | Bundesliga            | 30          | 3           | 4               | 0               | -                 | -                 | -                              | -                              | -                              | 34    | 3     |
| Sous-total            | Sous-total            | Sous-total            | 215         | 7           | 19              | 0               | 1                 | 0                 | -                              | 8                              | 0                              | 243   | 7     |
| 2011-2012             | Werder Brême          | Bundesliga            | 15          | 0           | 1               | 0               | -                 | -                 | -                              | -                              | -                              | 16    | 0     |
| Sous-total            | Sous-total            | Sous-total            | 15          | 0           | 1               | 0               | 0                 | 0                 | -                              | 0                              | 0                              | 16    | 0     |
| 2011-2012             | AS Monaco             | Ligue 2               | 2           | 0           | 0               | 0               | 0                 | 0                 | -                              | -                              | -                              | 2     | 0     |
| 2012-2013             | AS Monaco             | Ligue 2               | 21          | 2           | 0               | 0               | 1                 | 0                 | -                              | -                              | -                              | 22    | 2     |
| 2013-2014             | AS Monaco             | Ligue 1               | 1           | 0           | 0               | 0               | 0                 | 0                 | -                              | -                              | -                              | 1     | 0     |
| Sous-total            | Sous-total            | Sous-total            | 24          | 2           | 0               | 0               | 1                 | 0                 | -                              | 0                              | 0                              | 25    | 2     |
| Total sur la carrière | Total sur la carrière | Total sur la carrière | 254         | 9           | 20              | 0               | 2                 | 0                 | -                              | 8                              | 0                              | 284   | 9     |

## Palmarès
| - 1. FC Nuremberg - Championnat de 2. Bundesliga - Vainqueur : 2004 - Coupe d'Allemagne - Vainqueur : 2007 |  | - AS Monaco - Championnat de France de Ligue 2 - Vainqueur : 2013 |